# 国際養子
国際養子（こくさいようし）は、国籍の異なる養親と養子の間で養子縁組を行うことをいう。当事者の一方の国における手続き上の面からは、渉外養子（しょうがいようし）とも呼ばれる。

## 国際養子が発生するケース

### グローバルな児童福祉
戦災孤児や、家庭問題（家庭崩壊、ドメスティック・バイオレンス等）が深刻・経済的困窮などの理由で子供の養育が充分に出来ない家族から、国境を越えて、未成年者を養子として迎える場合。送り出す側は、おおむね開発途上国、迎え入れる側は、おおむね先進国であることが多い。
1989年採択の子どもの権利条約では、養子縁組は可能な限り国内委託を優先することを定めており、国際的な養子縁組が行われる児童が国内における養子縁組の場合における保護及び基準と同等のものを享受することを確保するよう定めている。やむなく海外に送り出す場合も児童の利益最善化に最大限の配慮がなされるべきことを求め、不当な金銭授受を禁じている。また、1993年の国際的な子の奪取の民事上の側面に関する条約により、手続きの初めから終わりまで、両国の法務当局が責任を負うよう定められている。人身売買ではないとの証明から始まり、法務当局間での養親と養子についてのプロフィール交換、送り出す側は子供の出国までを見届け、迎える側は子供の入国を確認する義務があるとされる。政府報告では、国際養子縁組に関係した児童に関する統計で2000年現在、全家裁総数が養子縁組500件、特別養子縁組34件となっている（国際養子縁組とは、申立人、相手方、事件本人、参加人などの全部又は一部が外国人である養子縁組事件をいう）。なお、2001年以降の数値については把握していないとされる。

### 国外居住者が現地で養子縁組
前述のような、異居住地間における国際貢献や格差是正の観点を含む国際養子ではなく、自分の国籍とは異なる地域に居住する者が、同国人間の養子縁組と同様の趣旨で行う場合。

### 国際結婚に伴う連れ子
異なる国籍の者同士で国際結婚を行い、配偶者の子供を養子にする場合。ただし、後述のとおり、養子縁組をしたからといって、必ずしも帰化要件の緩和や在留資格が与えられるとは限らない。

### 成年同士の養子縁組
それぞれの法律によって、養子は未成年者や一定の年齢以下のみに対象が限られている国と、日本のように成年者が養子となることも可能な国とがあり、後者で当事者の合意により養子縁組が行われる場合。なお、後述のとおり、養子縁組によって相続等における法律上の親子関係が発生することと、帰化や在留資格の取得の可否とは、また別問題である。

## 各国の法規

### 日本
日本において、養子縁組に関する担当官庁は法務省民事局（及び法務局・地方法務局）、外国籍の養子の日本在留に関する許認可官庁は法務省入国管理局（及び地方入国管理局）になるが、国際養子に関する直接的な法律はない。6歳未満に関しては民法に特別養子縁組の詳細な規定があり、特に実親とは別れた乳幼児を他国から引き取る場合などは、特別養子縁組によることが想定される。
法の適用に関する通則法により、準拠法は、養親の本国法によるものと定められている。養子の本国法に、縁組の承諾や許可に関する保護要件が設定されている場合は、それも満たすことが求められる。
帰化に際して、縁組当時 本国法において未成年で、1年以上日本に住んでいる外国人養子は、簡易帰化の適用が可能となる。
一般の未成年養子に関する注意点
特別養子には、日本人の配偶者等の在留資格が与えられる。
6歳未満の普通養子には、定住者の在留資格が与えられる。
それ以上の年齢では、人道上配慮すべき特段の事情がある場合は法務大臣から個別に定住者の在留資格が与えられる可能性もあるが、そうでなければ、通常の外国人と同様に何らかの在留資格が別途必要になる。
連れ子に関する注意点
日本人が、外国人配偶者の外国籍の子供と養子縁組する場合（養子縁組しない場合でも）、その外国人配偶者に扶養されている未成年の未婚の実子は、原則として定住者の在留資格が与えられる。成年後や独立生計の養子が日本に居住するには、通常の外国人と同様、何らかの在留資格が別途必要になる。
外国人が、日本人配偶者の日本国籍の子供と養子縁組する場合は、養親の本国法に基づく。
成年養子に関する注意点
留学生や技術研修などで来日した外国人が、日本での在留期間の延長や事業承継者となることを目的として、日本人の養子となることを希望する例が見られる。しかし、成年養子には帰化や在留資格に関する特段の優遇措置は与えられておらず、滞在の便法としての利用は無意味である。
このことは、養子縁組を脱法手段とした不法入国や違法滞在の防止とも関連している。

### 中国
中国の国際養子は、中華人民共和国収養法（1991年）により規定されている。規模は、1992年から2005年までの累計で5万人以上となっている。性別では、95%が女児となっている。これは、孤児となる原因が戦災や、親の問題（アルコール中毒、麻薬等）よりも、一人っ子政策による第2子が制限されている中で、男尊女卑を背景に女児を遺棄することが原因となるケースが多いため、健康状態などが良好なためである。
その後、2006年12月に、「孤児が少なくなった」として、養父母となるための資格が厳しくなっている。

## 問題点
日本では、養子縁組の斡旋業者は罰則のない届出制であり、無届けの業者による人身売買の危険性が指摘されている。